# Quiridine et Quidinerit
Quiridine et Quidinerit est une comédie italienne en trois actes et en vers écrite par Jules Verne en 1850. Elle ne fut jamais représentée.

## Argument
D'un côté, le pauvre poète Quiridine. De l'autre, le riche propriétaire, Quidinerit. Le premier tournera en ridicule le second, pour l'amour de la mignonne Zirzabelle, aussi bonne que belle.

## Personnages
- Quiridine
- Quidinerit
- Paillasse
- Spavento
- L'apothicaire
- Gulfatro
- L'huissier
- Zirzabelle
- Spinette
- Convives, Musiciens, Soldats du guet, Recors

À Bergame se passera
La scène, en l'an qu'il vous plaira.

## Commentaires et critiques
Cette pièce est une des plus personnelles de Jules Verne, car, à travers le personnage de Quiridine, l'auteur se représente lui-même dans ses années de jeunesse, où il souffre de problèmes digestifs.
« Les intestins me font souffrir, je mange pourtant fort peu, sont-ce les mets d'une qualité inférieure ? Je ne sais. »
Jules Verne s'imbrique fortement dans cette pièce écrite sous l'influence de Musset. D'après l'auteur, la pièce fut particulièrement appréciée par Alexandre Dumas.
« Dumas Fils et Alexandre Dumas ont ri à se tordre à Quiridine, et, écartant toutes les impossibilités théâtrales, nous allons mettre cela en deux actes. Ils m'ont fait des compliments sincères sur l'esprit et la facture du vers ! »
Il écrit à sa mère :
« Je puis faire un bon littérateur, et ne serais qu'un mauvais avocat, ne voyant dans toutes choses que le côté comique et la forme artistique... Je mettrai Quiridine en deux actes. »
Ce ne sera jamais réalisé. Pris par d'autres projets (ses premières nouvelles dans le Musée des familles, Verne abandonne Quiridine et Quidinerit.